# Joe Robertson
Pour les articles homonymes, voir Robertson.
Joseph « Robbie » Robertson est un personnage de fiction dans la série Spider-Man. Il apparaît pour la première fois dans The Amazing Spider-Man #51 (août 1967). Il a été créé par Stan Lee et John Romita Sr..

## Biographie
Robbie Robertson est le rédacteur en chef du Daily Bugle, journal où travaille Peter Parker. Il a un fils du nom de Randolph « Randy » Robertson qui a été un temps dans la même université que Peter.
Robbie est le bras droit de son exécrable employeur J. Jonah Jameson. Il est le seul à ne pas craindre sa colère et a lui dire ce qu'il pense. 
Lorsque Spider-Man provoque involontairement une crise cardiaque à J. Jonah Jameson, celui-ci est contraint de rester hospitalisé et Robbie est chargé de le remplacer. Entretemps son fils avec d'autres étudiants est arrêté par la police après avoir fait une manifestation à leur université en même temps que le Caïd vole une tablette à l'université. Robbie est objectif concernant le justicier Spider-Man. Robertson est au courant de la véritable identité de Spider-Man.
Robbie est un ami du capitaine George Stacy.

## Œuvres où le personnage apparaît

### Cinéma
- Spider-Man (Sam Raimi, 2002) avec Bill Nunn (VF : Luc Florian)
- Spider-Man 2 (Sam Raimi, 2004) avec Bill Nunn (VF : Luc Florian)
- Spider-Man 3 (Sam Raimi, 2007) avec Bill Nunn (VF : Luc Florian)

Comme dans les comics, il est le rédacteur en chef du Daily Bugle et est régulièrement en désaccord avec J. Jonah Jameson à propos de Spider-Man qu'il ne croit pas être une menace. Toutefois, il cède souvent aux caprices de son employeur et renonce à rentrer dans des débats longs. Dans le 3e film, il prend position pour Peter qu'il pense effectivement être plus indiqué pour un poste de salarié que le nouveau venu Eddie Brock.

### Séries d'animation
- Spider-Man, l'homme-araignée de Stan Lee et Steve Ditko, 1994-1998) avec Rodney Saulsberry (VF : Jean-Luc Kayser)